# 尤里·亚历山德罗维奇·贝兹梅诺夫
尤里·亚历山德罗维奇·贝兹梅诺夫（俄语：Юрий Александрович Безменов，1939年—1993年1月5日）是苏联克格勃特工，曾化名托马斯·大卫·舒曼（英語：Tomas David Schuman）。

## 生平
早年曾在苏联驻印度大使馆工作，其後被KGB委任以苏联駐外记者身份从事各種間諜活动，終於1970年叛逃西方。1989年离婚，後遷至安大略省温莎。两年后，他在温莎大学教授国际关系。1992年12月底，到訪蒙特利尔與前妻及孩子过圣诞节。两周后，贝兹梅诺夫于1993年1月6日被报道死亡。据《温莎星报》报道，他于1993年1月5日星期二死于大规模心脏病发作，部分原因是酒精中毒。